# Uppsala Fria Studentkår mot Sverige
Uppsala Fria Studentkår mot Sverige (även benämnt Association X. v. Sweden) var ett ärende i vilket det svenska kårobligatoriet prövades mot Europeiska konventionen om skydd för de mänskliga rättigheterna och de grundläggande friheterna (Europakonventionen). Ärendet avgjordes av Europarådets kommission för de mänskliga rättigheterna (Europakommissionen) till den svenska statens fördel och kommissionen uttalade i sitt avgörande att det svenska kårobligatoriet inte stred mot föreningsfriheten.

## Bakgrund
Uppsala Fria Studentkår bildades 1969 för att främja sina medlemmars intressen i deras egenskap av studenter vid Uppsala universitet. Föreningen hade 78 medlemmar. Enligt den då gällande universitetsstadgan hade studenter vid svenska universitet skyldighet att vara medlemmar i en studentkår (det så kallade kårobligatoriet). Om en student inte sökte inträde i en studentkår eller inte betalade medlemsavgift till studentkåren hade universitetet rätt att stänga av studenten från studierna. Enligt ett beslut av Universitetskanslerämbetet (UKÄ) 1968 skulle studenter vid Uppsala universitet vara medlemmar i Uppsala studentkår. Uppsala Fria Studenkår ansökte hos UKÄ om att studenter som istället var medlemmar i denna förening skulle anses ha fullgjort sin skyldighet att vara medlem i en studentkår. UKÄ avslog ansökan. UKÄ:s beslut överklagades därefter till regeringen. Överklagandet avvisades.
Företrädare för Uppsala Fria Studenkår vände sig 1973 till Europarådets kommission för de mänskliga rättigheterna (Europakommissionen) med klagomål på svenska staten. Föreningen menade att rätten att främja medlemmarnas intresse inte var av något värde om inte föreningen erhöll status som studentkår. Svenska myndigheters vägran att erkänna föreningen som studentkår vid Uppsala universitet utgjorde därigenom en kränkning av föreningsfriheten enligt Europakonventionens artikel 11. Att Uppsala Fria Studentkår inte erhållit status som studentkår utgjorde enligt klagomålet också diskriminering och därmed ett brott mot artikel 14. Man menade vidare att universitetets möjlighet att vidta åtgärder mot den student som inte var medlem i en studentkår stred mot rätten till utbildning enligt Europakonventionens tilläggsprotokoll 1, artikel 2. Slutligen menade man att Uppsala Fria Studenkår inte hade tillgång till ett effektivt rättsmedel inför en nationell myndighet i koppling till de kränkningar man ansåg att föreningen och dess medlemmar hade blivit utsatta för.

## Avgörande
Enligt den dåvarande processordningen kunde inte enskilda personer själva anhängiggöra mål i Europadomstolen. Istället gjordes anmälan till Europakommissionen som prövade om frågan skulle föras till domstolen. Europakommissionen avgjorde ärendet 1977.
Kommissionen konstaterade att Europakonventionens artikel 11 inte anger något specifikt innehåll för föreningsfriheten utom, i viss utsträckning, för fackföreningar. En svensk studentkår var enligt kommissionen i detta sammanhang inte att betrakta som en fackförening. Föreningsfriheten innebär ändå en allmän rätt för personer att, utan hinder från staten, sluta sig samman för att på så sätt söka uppnå olika mål. Föreningsfriheten innebär däremot inte någon rätt att nå sådana mål. Kommissionen konstaterade att medlemmarna i Uppsala Fria Studentkår inte hade hindrats från att bilda och ansluta sig till föreningen. I det avseendet hade föreningsfriheten enligt artikel 11 inte kränkts.
Den i artikel 11 formulerade rätten att stå utanför en sammanslutning avser endast privata sammanslutningar. Kommissionen uttalade att den såg en studentkår som en del av universitetet och då särskilt som ett sätt att organisera studenternas medverkan i förvaltningen av universitetet. Studentkårerna bedömdes också som demokratiskt uppbyggda och studenterna hade friheten att ta avstånd från sådana politiska ställningstagande som en studentkår skulle kunna ta. Universitetet är en offentlig myndighet och av det följer att den inte omfattas av artikel 11. Inte heller i det avseendet hade föreningsfriheten enligt artikel 11 kränkts.
Kommissionen fann det också rimligt att samtliga studenter vid ett lärosäte samlades i en studentkår. Med hänsyn till den bristande representativiteten hos den klagande organisationen, var det inte diskriminerande att denna organisation, till skillnad från Uppsala studentkår, inte erhållit status som studentkår. Någon kränkning av förbudet mot diskriminering i artikel 14 hade sålunda inte förekommit.
Inte heller det faktum att föreningens överklagande inte behandlats i sak utan endast avvisats innebar en kränkning av konventionen. Artikel 13 garanterar effektivt rättsmedel till den vars i konventionen angivna fri- och rättigheter kränkts. Som redovisats ovan hade dock kommissionen fastslagit att föreningens rättigheter inte hade kränkts och därmed var inte artikel 13 tillämplig. 
Av kommissionens uttalande att kårobligatoriet inte innebar en kränkning av föreningsfriheten, följde även att rätten till utbildning inte heller hade blivit kränkt. Kommissionen påpekade dock att även om föreningsfriheten hade kränkts och även under antagandet att protokoll 1 artikel 2 är tillämpbar på högre utbildning, så hade det i fallet inte visats att studenterna blivit nekade tillträde till universitetet eller nekade erkännande av genomförda studier.
Kommissionen slog fast att klagomålen var uppenbart ogrundade. De skulle därför inte föras vidare till Europadomstolen.